# Jan Christiaan Kist

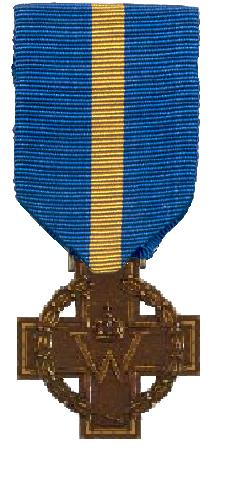
Kruis van Verdienste

Jan Christiaan Kist (Leiden, 22 september 1913 – Rawicz, 31 januari 1943) was tijdens de Tweede Wereldoorlog Engelandvaarder en SOE-agent. Hij werd slachtoffer van het Englandspiel.
Kist was Groot-Nederlander en vanwege deze staatkundige overtuiging lid van het Algemeen Nederlands Verbond, de Dietsche Bond, het Dietsch Studentenverbond en de Nederlandse afdeling van het Dietsch Jeugdverbond.
In de nacht van 18 op 19 februari 1942 werd Kist geparachuteerd bij Garderen in de provincie Gelderland. Hij werd meteen na landing door de Duitsers gearresteerd en naar Kamp Haaren overgebracht. Eind 1943 werd Kist overgebracht naar het tuchthuis Rawicz in Polen waar hij naar alle waarschijnlijkheid ter dood is gebracht.
Op 3 oktober 1946 stuurde koningin Wilhelmina een condoleancebrief aan de moeder van Jan Christiaan Kist. In 1953 werd hem postuum het Bronzen Kruis toegekend. Zijn naam staat vermeld op de Erelijst van Gevallenen 1940-1945.